# Râul Valea Cohului
Râul Valea Cohului sau Râul Valea Rea este un curs de apă, afluent al râului Valea Mare. 

## Hărți
- Harta Munților Vlădeasa